# Kloster Barona
Das Kloster Barona (Santa Maria di Barona) ist eine ehemalige Zisterzienserabtei in der Lombardei, Italien. Es lag, wie angenommen wird, dreieinhalb Kilometer von Albuzzano im Ortsteil Barona am Flüsschen Olona, rund 12 km östlich der Provinzhauptstadt Pavia in der gleichnamigen Provinz. Janauschek hat dagegen eine Lage zwischen Casalpusterlengo und Codogno in der heutigen Provinz Lodi angenommen.

## Geschichte
Die Gründung der Abtei muss nach einer Bulle von Papst Coelestin III. spätestens 1192 (möglicherweise 1189) erfolgt sein (nach anderen Angaben erst 1210). Wahrscheinlich war das Kloster die vierte direkte Tochter der Primarabtei Kloster La Ferté, die im Bereich von Albuzzano Güter besaß, die von einem Nikolaus aus Pavia für das Kloster gestiftet worden waren. Wohl bereits im Jahr 1224 war das Kloster eingegangen.

## Anlage und Bauten
Von dem Kloster haben sich keine Überreste erhalten. Die schlichte Barockkirche von Barona geht wohl nicht auf das Kloster zurück.